# Malé Březno (Most)
Malé Březno è un comune della Repubblica Ceca facente parte del distretto di Most, nella regione di Ústí nad Labem.